# Pika Pika Fantajin
Pika Pika Fantajin (ピカピカふぁんたじん) è il terzo album discografico della cantante giapponese Kyary Pamyu Pamyu, pubblicato il 9 ottobre del 2014. Seguito di Nandacollection, il disco è stato ancora prodotto da Yasutaka Nakata (membro dei Capsule, di cui è presente anche la cover do do pi do) e contiene i quattro singoli estratti Mottai Night Land, Yume no Hajima Ring Ring, Family Party e Kira Kira Killer.

## Tracce
Testi e musiche di Yasutaka Nakata.
1. Pika Pika Fantajin (ピカピカふぁんたじん) – 1:12
2. Kira Kira Killer (きらきらキラー) – 4:17
3. Yume no Hajima Ring Ring (ゆめのはじまりんりん -album mix-) – 4:04
4. Mottai Night Land (もったいないとらんど) – 4:01
5. Serious Hitomi (シリアスひとみ) – 5:18
6. do do pi do (Capsule cover) – 4:39
7. Family Party (ファミリーパーティー -album mix-) – 3:39
8. Ring a Bell – 4:09
9. Tokyo Highway (トーキョーハイウェイ) – 5:09
10. Koi Koi Koi (こいこいこい) – 3:17
11. Sungoi Aura (すんごいオーラ -album mix-) – 3:40
12. Explorer (エクスプローラー) – 4:03